# Zheleznogorsk, Krasnoyarsk
Huyện Zheleznogorsk (tiếng Nga: ? райо́н) là một huyện hành chính tự quản (raion), của Vùng Krasnoyarsk, Nga. Huyện có diện tích RU.KX.BE kilômét vuông, dân số thời điểm ngày 1 tháng 1 năm 2000 là 94200 người. Trung tâm của huyện đóng ở Zheleznogorsk.